# تروي جاكسون
تروي جاكسون (بالإنجليزية: Troy Dale Jackson)‏ هو سياسي أمريكي، ولد في 26 يونيو 1968 في فورت كينت في الولايات المتحدة. حزبياً، نشط في Maine Democratic Party ‏ والحزب الجمهوري والحزب الديمقراطي. وقد انتخب عضو مجلس نواب مين.